# Jeff Nordgaard
Jeff Wallace Nordgaard, (Dawson, Minnesota; 23 de febrero de 1973) es un exjugador de baloncesto estadounidense. Con 2.00 de estatura, su puesto natural en la cancha era el de alero. 

## Trayectoria
- Universidad de Green Bay (1992-1996)
- Bilbao Patronato (1996-1997)
- Milwaukee Bucks (1997)
- Fort Wayne Fury (1997-1998)
- Milwaukee Bucks (1998)
- Fort Wayne Fury (1998)
- Viola Reggio Calabria (1998-1999)
- Besançon (1999-2000)
- Indiana Legends (2000-2001)
- Élan Sportif Chalonnais (2001)
- Anwil Włocławek (2001-2003)
- Polonia Warszawa (2003-2004)
- Roseto Basket (2004)
- Olympiacos B.C. (2004-2005)
- Polonia Warszawa (2005)
- Prokom Sopot (2005-2007)
- AZS Koszalin (2007-2009)